# ای‌اس‌تی‌کیوب-۱
ای‌اس‌تی‌کیوب-۱ (به انگلیسی: ESTCube-1)اولین ماهواره استونیایی و اولین ماهواره در جهان است که سعی در استفاده از بادبان برقی خورشیدی باد (E-sail) دارد. این موشک در ۷ می ۲۰۱۳ بر روی موشک حامل موشک وگا VV02 پرتاب شد و با موفقیت در مدار مستقر شد. استاندارد تاسواره برای نانوماهواره‌ها در طول مهندسی ای‌اس‌تی‌کیوب-۱ دنبال شد، که منجر به ۱۰×۱۰×۱۱٫۳۵ شد. مکعب سانتی‌متر، با حجم ۱ لیتر و جرم ۱٫۰۴۸ کیلوگرم.
این مأموریت در تاریخ ۱۷ فوریه ۲۰۱۵ به‌طور رسمی به پایان رسید و گفته شد که در این مدت ۲۹ پایان‌نامه کارشناسی و ۱۹ پایان‌نامه کارشناسی ارشد، ۵ پایان‌نامه دکتری و ۴ استارت آپ به دست آمده‌است. استقرار ماهواره ای‌سیل-تتر (E-Sil Tether) ناموفق بود، و بنابراین هیچ اندازه‌گیری از بادبان ای (E) یا سیستم استقرار ترمز پلاسما انجام نشد. آخرین سیگنال از ای‌اس‌تی‌کیوب-۱ در ۱۹ می ۲۰۱۵ دریافت شد.

## هدف علمی
ای‌اس‌تی‌کیوب-۱ که به عنوان بخشی از برنامه ماهواره ای دانش آموزی استونی توسعه یافت، یک پروژه آموزشی بود که دانش آموزان دانشگاه و دبیرستان در آن شرکت داشتند.
در حالی که در طول ایجاد ای‌اس‌تی‌کیوب-۱ بر آموزش دانش آموزان تأکید شد، اما هدف علمی داشت. این ماهواره حامل بادبان خورشیدی الکتریکی (E-sail) بود که توسط دانشمند فنلاندی پکا جانهونن اختراع شد. در طول پرواز ESTCube-1، قرار بود ۱۰ متر سیم بادبان الکترونیکی به ضخامت ۲۰ تا ۵۰ میکرومتر، که گاهی اوقات به عنوان "Heytether" نامیده می‌شود، از ماهواره مستقر شود. قرار بود استقرار "Heytether" با کاهش سرعت چرخش ماهواره یا یک دوربین آنبرد شناسایی شود.
برای کنترل برهم‌کنش عنصر بادبان خورشیدی الکتریکی (E-sail) با پلاسمای اطراف زمین و تأثیری که بر سرعت چرخش فضاپیما داشت، دو گسیل‌دهنده/تفنگ‌گستر الکترون‌های نانوتکنولوژی روی آن بودند. ساطع کننده‌های الکترون به عنصربادبان خورشیدی الکتریکی (E-sail) متصل شدند که قرار بود با پرتاب الکترون‌ها به‌طور مثبت تا ۵۰۰ ولت شارژ شود. یون‌های مثبت موجود در پلاسما برای فشار دادن عنصر بادبان خورشیدی الکتریکی (E-sail) و تأثیرگذاری بر سرعت چرخش ماهواره در نظر گرفته شده بودند. اثر پلاسما بر بادبان الکترونیکی باید با تغییر در سرعت چرخش مذکور اندازه‌گیری شود. همچنین برای نشان دادن امکان بازگرداندن ماهواره‌های کوچک از مدار، قرار بود ماهواره را با استفاده به عنوان ترمز پلاسما از مدار خارج کند. یک دوربین سیماس رنگی نیز روی آن تعبیه شده بود که می‌توانست عکس‌هایی با فرمت خام (RAW) با وضوح VGA بسازد. این دوربین برای به دست آوردن تصاویر زمین مورد استفاده قرار گرفت و برای نظارت بر استقرار "Heytether" در نظر گرفته شده بود.

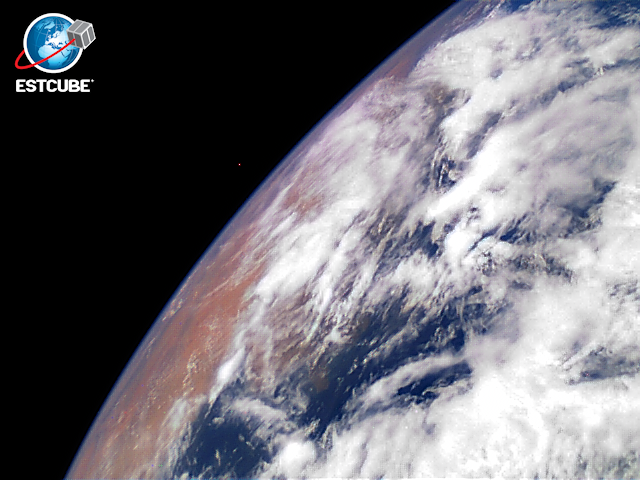
اولین عکس گرفته شده توسط ماهواره در تاریخ ۱۵ مه ۲۰۱۳.